# William Henry Jackson
William Henry Jackson, född 4 april 1843 i Keeseville, död 30 juni 1942 i New York, var en amerikansk konstnär, fotograf och upptäcktsresande, känd för sina fotografier av den amerikanska västern. Han var brorson till Samuel Wilson.
Jackson var även veteran från amerikanska inbördeskriget.